# Apiophora rubrocincta
Apiophora rubrocincta är en tvåvingeart som först beskrevs av Blanchard 1852.  Apiophora rubrocincta ingår i släktet Apiophora och familjen Mydidae. Inga underarter finns listade i Catalogue of Life.